# Людково
Людково — деревня в Мосальском районе Калужской области России. Является административным центром сельского поселения «Деревня Людково».

## Этимология
Есть мнение, что слово людково произошло от «люд ковать». Ни опровергнуть и ни доказать это практически невозможно.

## История
В XIX веке деревня Людково была связана с другими 40 населёнными пунктами после строительства дороги. К 1913 году Людково насчитывало 251 человек обоих полов и входило в состав Дубровской волости Мосальского уезда.
После революции в деревне Людково была построена начальная школа. После здание школы было использовано как совхозная контора.
Во время Великой Отечественной войны территорию деревни оккупировали немецкие войска. В участковой больнице обосновалось гестапо, в здании которого проходили пытки, а на территории двора массовые расстрелы мирных граждан.
В ходе контрнаступления под Москвой весной 1942 года танковый десант из 600 военнослужащих 1154-го полка 344-й стрелковой дивизии РККА прорвался в тыл немецких войск и перерезал Варшавское шоссе в районе Людково, помешав переброске немецких подкреплений к городу Юхнов (что обеспечило успешное освобождение города советскими войсками). В марте 1943 года деревня была освобождена советскими войсками.
На конец 1950 года в Людково было 34 жилых дома, а территория колхоза составляла 589 гектаров. Председателем сельского совета был Гречков Павел Иванович, 1912 года рождения.
В 1952 году в здании бывшей казармы возобновила работу сельская школа. 9 ноября 1954 года на территории деревни был основан совхоз, с численностью рабочих в количестве 735 человек. Было построено и запущено в эксплуатацию 12 животноводческих ферм.
В 2010 году была завершена работа по газификации села.

## География
Деревня находится на западе Калужской области, на расстоянии 100 километров от Калуги и 226 километров от Москвы.

### Климат
Климат умеренно континентальный с резко выраженными сезонами года: умеренно жарким и влажным летом и умеренно холодной зимой с устойчивым снежным покровом. Средняя температура июля до +21, января от −12 °C до −8. Тёплый период (с положительной среднесуточной температурой) длится 220 дней.

### Часовой пояс
Деревня Людково, как и вся Калужская область, находится в часовой зоне МСК (московское время). Смещение применяемого времени относительно UTC составляет +3:00.

## Население
| 2002 | 2010 |
| ---- | ---- |
| 461  | ↘405 |

По данным Всероссийской переписи населения 2010 года в гендерной структуре населения мужчины составляли 44.9 %, женщины — соответственно 55.1 %.
Согласно результатам переписи 2002 года, в национальной структуре населения русские составляли 83 %.

## Инфраструктура
В деревне есть средняя образовательная школа с 55 обучающимися. Также в селе есть дом-интернат малой вместимости для граждан пожилого возраста. В деревне есть магазин и две частных торговых палатки.

## Промышленность
- ЗАО «Людковский лесопункт»
- ООО «Модуль групп Калуга»

## Достопримечательности
На 248-м километре Варшавского шоссе у окраины деревни Людково установлен обелиск (памятник танковому десанту 1154-го полка 344-й стрелковой дивизии РККА).
В деревне продолжается работа по строительству церкви. В центре деревни находится братская могила советских солдат. Основано в 1955 году и реконструировано через 50 лет. На могиле расположен памятник – двухметровая скульптура солдата с обнаженной головой, с плащ-палаткой за спиной, держащего правой полусогнутой рукой каску, а левой опирающегося на пирамиду. У подножия памятника цветник и 17 мемориальных досок. Всего в могиле покоится прах 1906 воинов.